# Ludisia
Ludisia é um género botânico pertencente à família das orquídeas (Orchidaceae). Também conhecida como Orquídea Jóia.
A mais conhecida representante deste gênero é a Ludisia discolor, conhecida popularmente como orquídea-pipoca. Outra espécie mais desconhecida pertencente a este gênero é a Ludisia ravanii, que foi descoberta nas Filipinas em 2013.